# Phymaspermum parvifolium
Phymaspermum parvifolium es una especie de planta floral del género Phymaspermum, tribu Anthemideae, familia Asteraceae. Fue descrita científicamente por Benth. & Hook.f.
Se distribuye por la provincia del Cabo.